# Peter Pelinka
Peter Pelinka (* 17. November 1951 in Wien) ist Journalist, Autor, Moderator und ehemaliger Chefredakteur des Nachrichtenmagazins News und Format. 

## Leben
Pelinka wuchs mit Eltern und Bruder in Wien-Josefstadt auf. Er besuchte das Piaristengymnasium und maturierte dort 1970. Pelinka studierte Geschichte und Politikwissenschaften an der Universität Wien. 1978 promovierte er mit der Arbeit „Revolutionäre Sozialisten und Sozialdemokraten. Zur Geschichte der sozialistischen Bewegung in Österreich 1934–1938“ zum Dr. phil. Er ist seit 1979 als Journalist tätig.
Er war von 1980 bis 1990 Redakteur der Arbeiter-Zeitung, des damaligen Parteiorgans der SPÖ, und von 1990 bis 1991 deren Chefredakteur. 1992 wurde er Chefredakteur des größten österreichischen Nachrichtenmagazins News. Peter Pelinka wechselte im April 2006 von News zu Format (im gleichen Verlag) und war dort Chefredakteur. Im Februar 2010 wurde er ein zweites Mal zum News-Chefredakteur ernannt. Im Juni 2012 wurde er von Wolfgang Ainetter abgelöst und stieg zum Herausgeber der Zeitschrift auf. 
Von 1997 bis 2000 moderierte er die ORF-Sendung Zur Sache und von 2002 bis 2006 die Sendung Offen gesagt. Die Nachfolgesendung Im Zentrum wurde bis Ende 2014 ebenfalls von ihm (abwechselnd mit Ingrid Thurnher) moderiert. 
Von 1998 bis 2007 war Peter Pelinka Vizepräsident der Wiener Austria.
Peter Pelinka war ab 1983 mehr als 20 Jahre lang Lehrbeauftragter am Institut für Publizistik an der Universität Wien. Darüber hinaus hat er eine Reihe von Büchern, etwa über die österreichischen Bundeskanzler oder das politische System Österreichs verfasst.
Seit Jänner 2015 ist er Gesellschafter von „Intomedia - The Mediatraining Company“, einem Unternehmen für Medientraining, und leitet den Bereich Strategie und Medienplanung. Darüber hinaus nimmt er in seinem Blog regelmäßig Stellung zu gesellschaftlichen und politischen Themen.
Er ist der Vater von Niko Pelinka und Bruder von Anton Pelinka.

## Veröffentlichungen
Peter Pelinka ist Autor und Co-Autor zahlreicher Bücher zur österreichischen Politik und Geschichte. Zudem veröffentlichte er Biografien über bekannte Persönlichkeiten aus Politik und Wirtschaft, wie etwa Hannes Androsch, Wolfgang Schüssel und Michael Häupl.

## Auszeichnungen
- 2008: Goldenes Verdienstzeichen des Landes Wien
- 2016: Berufstitel Professor[12]